# Diagramme de Dühring

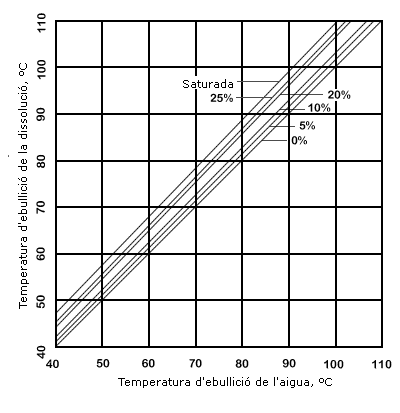
Figure 1 - Diagramme de Dühring des solutions aqueuses de NaCl (saumures). Le liquide de référence est l'eau pure. Températures en degrés Celsius. Concentrations en % massiques.

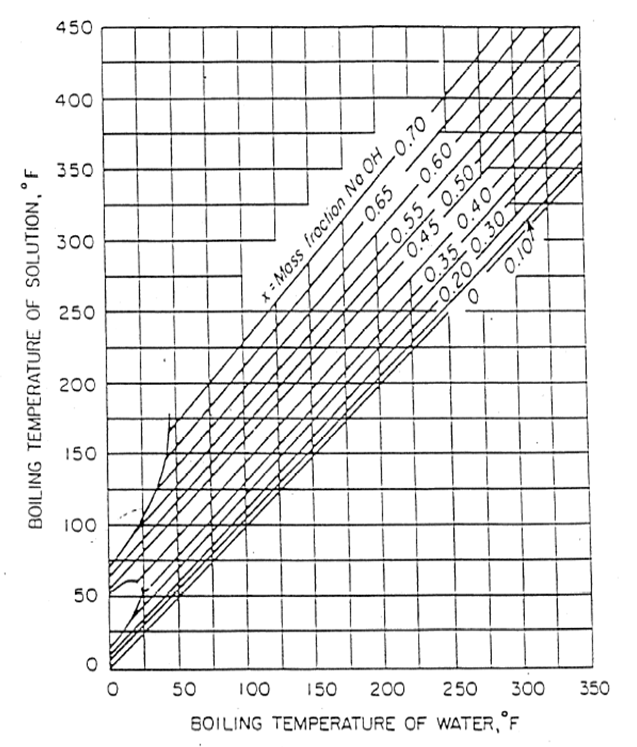
Figure 2 - Diagramme de Dühring des solutions aqueuses de NaOH (lessives de soude). Le liquide de référence est l'eau pure. Températures en degrés Fahrenheit.

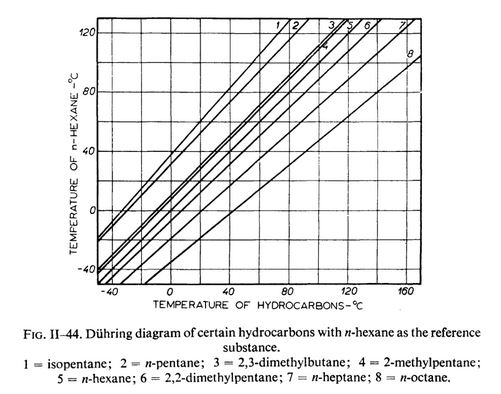
Figure 3 - Diagramme de Dühring pour divers hydrocarbures. Le liquide de référence est le n-hexane. Températures en degrés Celsius. Ce diagramme est transposé par rapport à un diagramme de Dühring classique : les températures du liquide de référence sont portées en ordonnées, celles des autres liquides en abscisses, les points de même pression de vapeur sont alignés horizontalement.

En chimie physique, et plus particulièrement en thermodynamique, un diagramme de Dühring, du nom d'Eugen Dühring qui l'inventa, est un graphique représentant la température d'ébullition d'un liquide (corps pur ou solution) en fonction de la température d'ébullition d'un liquide de référence à la même pression de vapeur.
Expérimentalement, dans ce type de diagramme, pour des liquides de même famille, les courbes obtenues sont quasiment des droites (par exemple pour des solutions aqueuses, voir figure 1 et figure 2, ou pour les hydrocarbures, voir figure 3). Dühring en a tiré la loi des températures d'ébullition correspondantes ou règle de Dühring (1878). La règle de Ramsay-Young, énoncée postérieurement (1885-1886) et indépendamment, est une version moins précise de cette loi. Il suffit donc de connaitre la courbe d'ébullition d'un liquide de référence ainsi que quelques points d'ébullition d'un liquide quelconque pour en déduire, par des relations simples, la courbe d'ébullition de ce liquide.

## Construction d'un diagramme de Dühring
On suppose que l'on connait la courbe d'ébullition d'un liquide {\displaystyle {\text{A}}}, c'est-à-dire la relation liant sa pression de vapeur {\displaystyle P_{\text{A}}^{\text{sat}}} à la température {\displaystyle T} :
{\displaystyle P_{\text{A}}^{\text{sat}}=P_{\text{A}}^{\text{sat}}\!\left(T\right)}
Si le liquide est une solution ou un mélange, cette relation est considérée à composition constante. Le liquide {\displaystyle {\text{A}}} est pris comme référence, on porte en abscisse dans le diagramme de Dühring sa température d'ébullition {\displaystyle T_{\text{A}}}.
Pour un liquide {\displaystyle {\text{B}}} quelconque, il est porté en ordonnée la température {\displaystyle T_{\text{B}}} telle que sa pression de vapeur {\displaystyle P_{\text{B}}^{\text{sat}}} corresponde à celle du liquide {\displaystyle {\text{A}}} à {\displaystyle T_{\text{A}}} :
Dans un diagramme de Dühring la courbe du liquide de référence {\displaystyle {\text{A}}} est donc une droite. Expérimentalement, la courbe du liquide {\displaystyle {\text{B}}} est quasiment une droite également, elle est appelée droite de Dühring. Ceci est d'autant plus vrai que les liquides {\displaystyle {\text{A}}} et {\displaystyle {\text{B}}} sont de même nature chimique.
Les figure 1 et figure 2 ci-contre donnent respectivement les diagrammes de Dühring des saumures et des lessives de soude, la figure 3 est un diagramme pour divers hydrocarbures. Dans ces diagrammes, les points alignés verticalement dans les figure 1 et figure 2 et horizontalement dans la figure 3 correspondent à la même pression de vapeur, ils correspondent à des concentrations différentes dans les figure 1 et figure 2, à divers liquides purs dans la figure 3.
À pression atmosphérique (101 325 Pa) l'eau bout à 100 °C ; selon la figure 1 la saumure saturée ayant la même pression de vapeur bout à environ 110 °C, celle à 20 % bout à environ 107 °C. Réciproquement, une saumure à 20 % bouillant à environ 65 °C a la même pression de vapeur que l'eau pure à 60 °C, soit 19 947,476 Pa.

## Énoncé des règles

### Loi des températures d'ébullition correspondantes
La loi des températures d'ébullition correspondantes a été énoncée par Dühring en 1878, :
« La température à laquelle un liquide exerce une pression de vapeur donnée est une fonction linéaire de la température à laquelle un second liquide exerce la même pression de vapeur. »
— Loi des températures d'ébullition correspondantes.
La règle de Ramsay-Young et la règle de Dühring sont deux formulations mathématiques différentes de cette loi. Le diagramme de Cox-Othmer illustre une autre variante de cette loi, encore plus précise.

### Règle de Dühring
Pour deux liquides, {\displaystyle {\text{A}}} de référence et {\displaystyle {\text{B}}} quelconque, la règle de Dühring s'écrit :
avec :
- {\displaystyle T_{\text{A}}} et {\displaystyle T_{\text{B}}} les températures auxquels les deux liquides ont la même pression de vapeur {\displaystyle P} ;
- {\displaystyle T_{\text{A}}^{\prime }} et {\displaystyle T_{\text{B}}^{\prime }} les températures auxquels les deux liquides ont la même pression de vapeur {\displaystyle P^{\prime }} ;
- {\displaystyle {\text{q}}} une constante.

Il est donc nécessaire de connaitre deux points {\displaystyle \left(T_{\text{A}},T_{\text{B}}\right)} et {\displaystyle \left(T_{\text{A}}^{\prime },T_{\text{B}}^{\prime }\right)} pour calculer {\displaystyle {\text{q}}}. On peut ensuite trouver la température {\displaystyle T_{\text{B}}^{\prime \prime }} correspondant à la température {\displaystyle T_{\text{A}}^{\prime \prime }} selon :
{\displaystyle T_{\text{B}}^{\prime \prime }={\text{q}}\left(T_{\text{A}}^{\prime \prime }-T_{\text{A}}\right)+T_{\text{B}}}
De façon générale, la règle de Dühring conduit à une relation du type :
avec {\displaystyle {\text{C}}_{1}} et {\displaystyle {\text{C}}_{2}} des constantes. La règle de Dühring nécessite la connaissance de deux points de la courbe d'ébullition du liquide {\displaystyle {\text{B}}} pour établir sa courbe d'ébullition. Elle est par conséquent plus précise que la règle de Ramsay-Young qui ne nécessite qu'un seul point.
Exemple 1 - trouver une température d'ébullition
Le propanol bout à 97,2 °C à pression atmosphérique et à 75,4 °C à 300 mmHg. L'eau bout à 100 °C à pression atmosphérique et à 75,87 °C à 300 mmHg. On cherche la température d'ébullition du propanol à 400 mmHg. L'eau bout à 82,96 °C à 400 mmHg. En application de la règle de Dühring, la température d'ébullition du propanol correspondante est de :
{\displaystyle {\text{q}}={97{,}2-75{,}4 \over 100-75{,}87}=0{,}903}
{\displaystyle {\text{q}}={T-97{,}2 \over 82{,}96-100}}
{\displaystyle T=81{,}8\,{\text{°}}{\mathsf {C}}}
La littérature donne 82 °C.
Exemple 2 - trouver une pression de vapeur
La méthylaniline (en) bout à 195,7 °C à pression atmosphérique et à 100 °C à 31,5 mmHg. L'eau bout à 100 °C à pression atmosphérique et à 29,8 °C à 31,5 mmHg. On cherche la pression de vapeur de la méthylaniline à 140 °C. En application de la règle de Dühring, la température d'ébullition de l'eau correspondante est de :
{\displaystyle {\text{q}}={195{,}7-100 \over 100-29{,}8}=1{,}363}
{\displaystyle {\text{q}}={140-195{,}7 \over T-100}}
{\displaystyle T=59{,}1\,{\text{°}}{\mathsf {C}}}
À 59,1 °C la pression de vapeur saturante de l'eau est de 143,5 mmHg.
La littérature donne une pression de vapeur de 142,6 mmHg pour la méthylaniline à 140 °C.

### Règle de Ramsay-Young
Pour deux liquides, {\displaystyle {\text{A}}} de référence et {\displaystyle {\text{B}}} quelconque, la règle de Ramsay-Young s'écrit :
avec :
- {\displaystyle T_{\text{A}}} et {\displaystyle T_{\text{B}}} les températures (en kelvins) auxquels les deux liquides ont la même pression de vapeur {\displaystyle P} ;
- {\displaystyle T_{\text{A}}^{\prime }} et {\displaystyle T_{\text{B}}^{\prime }} les températures (en kelvins) auxquels les deux liquides ont la même pression de vapeur {\displaystyle P^{\prime }}.

Puisque l'on connait complètement la courbe d'ébullition du liquide {\displaystyle {\text{A}}}, il suffit donc de connaitre un point {\displaystyle \left(T_{\text{A}},T_{\text{B}}\right)} pour calculer {\displaystyle T_{\text{B}}^{\prime }} correspondant à la température {\displaystyle T_{\text{A}}^{\prime }} :
{\displaystyle T_{\text{B}}^{\prime }={T_{\text{B}} \over T_{\text{A}}}T_{\text{A}}^{\prime }}
De façon générale, la règle de Ramsay-Young conduit à une relation du type :
avec {\displaystyle {\text{C}}} une constante. La règle de Ramsay-Young nécessite la connaissance d'un seul point du liquide {\displaystyle {\text{B}}} pour établir sa courbe d'ébullition. Elle est par conséquent moins précise que la règle de Dühring qui nécessite deux points.
Exemple 1 - trouver une température d'ébullition
L'acide valérique bout à 186,4 °C à pression atmosphérique et à 128,4 °C à 100 mmHg. L'acide caprylique bout à 239,3 °C à pression atmosphérique. En application de la règle de Ramsay-Young, la température d'ébullition de l'acide caprylique à 100 mmHg est de :
{\displaystyle T={239{,}3+273{,}2 \over 186{,}4+273{,}2}\left(128{,}4+273{,}2\right)=447{,}8\,{\mathsf {K}}=174{,}6\,{\text{°}}{\mathsf {C}}}
La littérature donne 171 °C.
Exemple 2 - trouver une pression de vapeur
L'acide butyrique bout à 164 °C à pression atmosphérique. En prenant l'eau, qui bout à 100 °C à pression atmosphérique, comme liquide de référence, on veut estimer la pression de vapeur saturante de l'acide butyrique à 70 °C. La température d'ébullition de l'eau correspondante est de :
{\displaystyle T={100+273{,}2 \over 164+273{,}2}\left(70+273{,}2\right)=293{,}0\,{\mathsf {K}}=19{,}8\,{\text{°}}{\mathsf {C}}}
À 19,8 °C la pression de vapeur de l'eau est de 17 mmHg.
La littérature donne une pression de vapeur de 17 mmHg pour l'acide butyrique à 70 °C.

## Démonstration
Pour un liquide donné, la formule de Clausius-Clapeyron donne :
{\displaystyle \left({\mathrm {d} \ln P^{\text{sat}} \over \mathrm {d} {1 \over T}}\right)=-{\Delta _{\text{vap}}H \over R}}
avec :
- {\displaystyle T} la température d'ébullition ;
- {\displaystyle P^{\text{sat}}} la pression de vapeur saturante à {\displaystyle T} ;
- {\displaystyle \Delta _{\text{vap}}H} l'enthalpie de vaporisation ;
- {\displaystyle R} la constante universelle des gaz parfaits.

Pour rappel, la formule de Clausius-Clapeyron suppose que le liquide est loin de son point critique et que la vapeur se comporte comme un gaz parfait. On l'intègre en considérant l'enthalpie de vaporisation comme une constante (en toute rigueur elle dépend de la température) :
{\displaystyle \ln P^{\text{sat}}=-{\Delta _{\text{vap}}H \over R}{1 \over T}+{\text{c}}}
avec {\displaystyle {\text{c}}} une constante. On considère deux liquides {\displaystyle {\text{A}}} et {\displaystyle {\text{B}}} à la même pression de vapeur {\displaystyle P} :
{\displaystyle \ln P=\ln P_{\text{A}}^{\text{sat}}=\ln P_{\text{B}}^{\text{sat}}=-{\Delta _{\text{vap}}H_{\text{A}} \over R}{1 \over T_{\text{A}}}+{\text{c}}_{\text{A}}=-{\Delta _{\text{vap}}H_{\text{B}} \over R}{1 \over T_{\text{B}}}+{\text{c}}_{\text{B}}}
On obtient en réarrangeant :
{\displaystyle {T_{\text{B}} \over T_{\text{A}}}={\Delta _{\text{vap}}H_{\text{A}} \over \Delta _{\text{vap}}H_{\text{B}}}-{RT_{\text{B}} \over \Delta _{\text{vap}}H_{\text{A}}}\left({\text{c}}_{\text{B}}-{\text{c}}_{\text{A}}\right)}
Pour une autre pression {\displaystyle P^{\prime }} on écrit de même :
{\displaystyle {T_{\text{B}}^{\prime } \over T_{\text{A}}^{\prime }}={\Delta _{\text{vap}}H_{\text{A}} \over \Delta _{\text{vap}}H_{\text{B}}}-{RT_{\text{B}}^{\prime } \over \Delta _{\text{vap}}H_{\text{A}}}\left({\text{c}}_{\text{B}}-{\text{c}}_{\text{A}}\right)}
On peut donc écrire :
{\displaystyle {T_{\text{B}} \over T_{\text{A}}}-{T_{\text{B}}^{\prime } \over T_{\text{A}}^{\prime }}={\text{C}}\left(T_{\text{B}}-T_{\text{B}}^{\prime }\right)}
avec {\displaystyle {\text{C}}={R\left({\text{c}}_{\text{A}}-{\text{c}}_{\text{B}}\right) \over \Delta _{\text{vap}}H_{\text{A}}}}. Expérimentalement, Dühring, Ramsay et Young ont observé que {\displaystyle {\text{C}}\approx 0}. On en déduit la règle de Ramsay-Young :
En utilisant la règle des proportions {\displaystyle {a \over b}={c \over d}={a-c \over b-d}}, on obtient la règle de Dühring :
avec {\displaystyle {\text{q}}} une constante.